# یوخن دریس
یوخن دریس (انگلیسی: Jochen Dries؛ زادهٔ ۲۴ فوریهٔ ۱۹۴۷) بازیکن فوتبال اهل آلمان است.
از باشگاه‌هایی که در آن بازی کرده‌است می‌توان به باشگاه فوتبال ماینتس ۰۵ و باشگاه فوتبال فرایبورگر اشاره کرد.